# Roy Skelton
Roy William Skelton (ur. 20 lipca 1931 w Oldham, zm. 8 czerwca 2011 w Brighton) – brytyjski aktor filmowy i dubbingowy.
Skelton udostępnił swój głos wielu postaciom angielskich seriali telewizyjnych przez prawie 50 lat, między innymi „grał” postacie George'a i Zippy'ego w serialu Rainbow, swoim głosem obdarzył także kilka postaci z serialu Doktor Who.
Zmarł na udar mózgu, miał żonę i dwie córki.